# Titelumschreibende Klausel
Als titelumschreibende Klausel (auch titelübertragende Klausel) wird eine Vollstreckungsklausel in der Zwangsvollstreckung bezeichnet, die auf den Vollstreckungstitel (z. B. Urteil) gesetzt wird und in der Personen als Gläubiger oder Schuldner bezeichnet sind, die im Titel nicht genannt werden, damit aus dem Vollstreckungstitel gegen oder durch diese Personen vollstreckt werden kann. Der Titel wird also auf andere Personen umgeschrieben, z. B. auf Rechtsnachfolger (z. B. Erben) oder Besitznachfolger (§ 727 bis § 729 ZPO).